# Lhota pod Pannou
Lhota pod Pannou (do roku 1950 Německá Lhota, německy Deutsch Welhota) je malá vesnice, část obce Homole u Panny v okrese Ústí nad Labem. Nachází se asi 1 km na západ od Homole u Panny. V roce 2009 zde bylo evidováno 34 adres. Asi 2 km jižně od vesnice se nachází čedičový vrch Panna se stejnojmennou zříceninou hradu.
Lhota pod Pannou je také název katastrálního území o rozloze 1,47 km².
Západně od vsi se nachází osada Dolní Lhota.

## Historie
Nejstarší písemná zmínka pochází z roku 1321.

## Obyvatelstvo
|                                                                         | 1869 | 1880 | 1890 | 1900 | 1910 | 1921 | 1930 | 1950 | 1961 | 1970 | 1980 | 1991 | 2001 | 2011 |
| ----------------------------------------------------------------------- | ---- | ---- | ---- | ---- | ---- | ---- | ---- | ---- | ---- | ---- | ---- | ---- | ---- | ---- |
| Obyvatelé                                                               | 179  | 168  | 187  | 179  | 186  | 151  | 193  | 70   | 98   | 87   | 98   | 83   | 94   | 83   |
| Domy                                                                    | 29   | 32   | 33   | 34   | 32   | 31   | 32   | 23   | .    | 19   | 20   | 19   | 26   | 26   |
| Počet domů z roku 1961 je zahrnut v celkovém počtu domů Homole u Panny. |      |      |      |      |      |      |      |      |      |      |      |      |      |      |